# 考布他汀
考布他汀是一种有机化合物，分子式C18H22O6，属于一种二氢芪类，存在于一些风车藤属（Combretum）植物中，因而得名，衍生物有考布他汀A1、考布他汀A4、考布他汀B1等。